# Tabula Imperii Byzantini
Die Tabula Imperii Byzantini (abgekürzt TIB) ist ein Forschungsprojekt der Österreichischen Akademie der Wissenschaften zur historischen Geographie des byzantinischen Reiches.

## Geschichte und Zweck
Das Projekt geht auf die Initiative des Byzantinisten Herbert Hunger zurück und wurde von diesem erstmals 1966 auf dem 13. Internationalen Byzantinistenkongreß in Oxford vorgestellt. Im selben Jahr richtete die Philosophisch-Historische Klasse der Österreichischen Akademie der Wissenschaften die Kommission für die Tabula Imperii Byzantini ein, die für die Bearbeitung zuständig war; diese ging am 1. Januar 2006 in dem neu gegründeten „Institut für Byzanzforschung“ auf, dieses wiederum in der Abteilung Byzanzforschung des Instituts für Mittelalterforschung.
Ziel der Tabula Imperii Byzantini ist die Erstellung eines Atlas des Byzantinischen Reiches. Dieser besteht aus Karten der einzelnen Provinzen im Maßstab 1:800.000. Auf diesen Karten sind die alten geographischen Namen in schwarzer Schrift eingetragen. Die Zuordnung der Siedlungen, Festungen und kirchlichen Anlagen zu einzelnen Epochen des byzantinischen Reiches ist durch Füllung der Signaturen mit Farben dargestellt. Für Gebiete, wo infolge der Dichte der Eintragungen der Kartenmaßstab 1:800.000 nicht ausreicht, werden zusätzlich großmaßstäbliche Sonderkarten angefertigt. Den Kartenblättern sind umfangreiche Textbände zugeordnet. Diese Bände enthalten als Hauptteil in alphabetischer Reihenfolge die Namen von Orten, Fluren, Siedlungen, Klöstern, Gewässern, Bergen usw. mit Beschreibung ihrer Lage, Geschichte und Denkmäler. Die umfangreichen Einleitungskapitel zu den TIB-Bänden geben Auskunft über Grenzen, Geographie, Verwaltung, Geschichte, Kirche, Wirtschaft, Bevölkerung, Siedlungen, Architektur und Verkehrsverbindungen.
Die historisch-geographische Forschungsarbeit der TIB baut auf vier Kategorien von Quellen auf. Es sind dies: 1) die schriftlichen Quellen (literarische und nichtliterarische Texte sowie Inschriften), 2) die archäologischen Quellen (Denkmäler, Denkmalreste, Keramik etc.), 3) die onomastischen Quellen (Namen von Fluren, Siedlungen, Gewässern, Gebirgen etc. als Informationsträger) und schließlich 4) die physischen Quellen (naturräumlichen Gegebenheiten). Die aus Quellen, historischer und archäologischer Fachliteratur sowie Reiseliteratur festgestellten Orte werden – soweit möglich – im Zuge von Bereisungen aufgesucht, sodass persönliche Beobachtungen, die genauen Ortslagen, ihre Vernetzung und der aktuelle Zustand des Denkmalbestandes in den jeweiligen Bänden der TIB dokumentiert werden können.

## Bände der Tabula Imperii Byzantini (TIB)
- TIB 1: Johannes Koder, Friedrich Hild: Hellas und Thessalia. 1976, ISBN 3-7001-0182-1.
- TIB 2: Friedrich Hild, Marcell Restle: Kappadokien (Kappadokia, Charsianon, Sebasteia und Lykandos). 1981, ISBN 3-7001-0401-4.
- TIB 3: Peter Soustal: Nikopolis und Kephallenia. 1981, ISBN 3-7001-0399-9.
- TIB 4: Klaus Belke: Galatien und Lykaonien. 1984, ISBN 3-7001-0634-3.
- TIB 5: Friedrich Hild, Hansgerd Hellenkemper: Kilikien und Isaurien. 1990, ISBN 3-7001-1811-2.
- TIB 6: Peter Soustal: Thrakien (Thrakē, Rhodopē und Haimimontos). 1991, ISBN 3-7001-1898-8.
- TIB 7: Klaus Belke, Norbert Mersich: Phrygien und Pisidien. 1990, ISBN 3-7001-1698-5.
- TIB 8: Friedrich Hild, Handgerd Hellenkemper: Lykien und Pamphylien. 2004, ISBN 3-7001-3280-8.
- TIB 9: Klaus Belke: Paphlagonien und Honorias. 1996, ISBN 3-7001-2518-6.
- TIB 10: Johannes Koder: Aigaion Pelagos (die nördliche Ägäis). 1998, ISBN 3-7001-2694-8.
- TIB 11: Peter Soustal: Makedonien, südlicher Teil. 2022, ISBN 978-3-7001-8650-2.
- TIB 12: Andreas Külzer: Ostthrakien (Europe). 2008, ISBN 978-3-7001-3945-4.
- TIB 13: Klaus Belke:  Bithynien und Hellespontos. 2020, ISBN 978-3-7001-8329-7 (Digitalisat).
- TIB 15: Klaus-Peter Todt, Bernd Andreas Vest: Syria (Syria Prote, Syria Deutera, Syria Euphratesia). 2014, ISBN 978-3-7001-7090-7.

Zur Ergänzung und Entlastung erscheinen die

## Veröffentlichungen der Kommission für die Tabula Imperii Byzantini (VTIB)
- VTIB 1: Johannes Koder: Negroponte. Untersuchungen zur Topographie und Siedlungsgeschichte der Insel Euboia während der Zeit der Venezianerherrschaft. 1973, ISBN 3-7001-0020-5.
- VTIB 2: Friedrich Hild: Das byzantinische Straßensystem in Kappadokien. 1977, ISBN 3-7001-0168-6.
- VTIB 3: Marcell Restle: Studien zur frühbyzantinischen Architektur Kappadokiens. 1979, ISBN 3-7001-0293-3.
- VTIB 4: Hansgerd Hellenkemper, Friedrich Hild: Neue Forschungen in Kilikien. 1986, ISBN 3-7001-0771-4.
- VTIB 5: Sophia Kalopissi-Verti: Dedicatory Inscriptions and Donor Portraits in Thirteenth-Century Churches of Greece. 1992, ISBN 3-7001-1927-5.
- VTIB 6: Hanns Michael Küpper: Bautypus und Genesis der griechischen Dachtranseptkirche. 1996, ISBN 3-7001-2571-2.
- VTIB 7: Klaus Belke, Friedrich Hild, Johannes Koder, Peter Soustal (Hrsg.): Byzanz als Raum. Zu Methoden und Inhalten der historischen Geographie des östlichen Mittelmeerraumes. 2000, ISBN 3-7001-2872-X.
- VTIB 8: Ewald Kislinger: Regionalgeschichte als Quellenproblem. Die Chronik von Monembasia und das sizilianische Demenna. Eine historisch-topographische Studie. 2001, ISBN 3-7001-3001-5.

Alle Veröffentlichungen erscheinen als Denkschriften der Philosophisch-Historischen Klasse der Österreichischen Akademie der Wissenschaften im Verlag der Akademie in Wien.